# Janville-sur-Juine
Janville-sur-Juine é uma comuna francesa na região administrativa da Ilha de França, no departamento de Essonne. Estende-se por uma área de 10.67 km². Em 2010 a comuna tinha 2 014 habitantes (densidade: 188,8 hab./km²).